# David B. Steinman
David Barnard Steinman (11 de junho de 1886 – 21 de agosto de 1960) foi um engenheiro civil estadunidense. Foi o projetista da Ponte Hercílio Luz em Florianópolis, da Ponte de Mackinac no estado de Michigan, Estados Unidos, e diversas outras pontes notáveis, e também prolífico  escritor de livros e artigos científicos.
Cresceu em Lower Manhattan, Nova Iorque, e viveu com a ambição de deixar sua marca na Ponte do Brooklyn, à sombra da qual viveu. Em 1906 obteve um bacharelado no City College of New York e em 1909 um Master of Arts na Universidade Columbia, onde obteve um doutorado em 1911.
David B. Steinman construiu pontes nos Estados Unidos, Tailândia, Inglaterra, Portugal, Itália, Brasil, Haiti, Porto Rico, Canadá, Coreia, Iraque e Paquistão.

## Formação
Filho de imigrantes judeus. Pouco se sabe sobre sua família e sua infância, além de ter 6 irmãos. Há alguma controvérsia sobre onde e quando ele nasceu. Algumas fontes informam ter nascido em Chomsk, Brest, Bielorrússia, em 1886, emigrando para os Estados Unidos com sua família em 1890. No entanto, outras fontes, incluindo Ratigan e o próprio Steinman, informam que ele nasceu em Nova Iorque em 1887.
Steinman cresceu na cidade de Nova Iorque e viveu nas sombras da ponte do Brooklyn. A ponte Williamsburg foi construída durante sua juventude. O final do século XIX e o início do século XX foram uma época de significativa construção de pontes na área, e mais tarde ele disse que foi aqui que ele teve despertado seu primeiro interesse em pontes.
Como sua família dispunha de poucos recursos financeiros, ele teve de trabalhar para ingressar no City College of New York, graduando-se Summa Cum Laude em 1906 e depois na Universidade Columbia, onde adquiriu três diplomas adicionais, culminando em um PhD em engenharia civil. Sua tese de doutorado foi sobre um projeto de arco treliçado de aço para a Ponte Henry Hudson. Enquanto cursava a Columbia obteve bolsas de estudos e lecionou aulas noturnas no City College e na Stuyvesant High School. Lecionou na Universidade de Idaho (1910-1914), mas desejava retornar a Nova Iorque.

## Início da construção de pontes

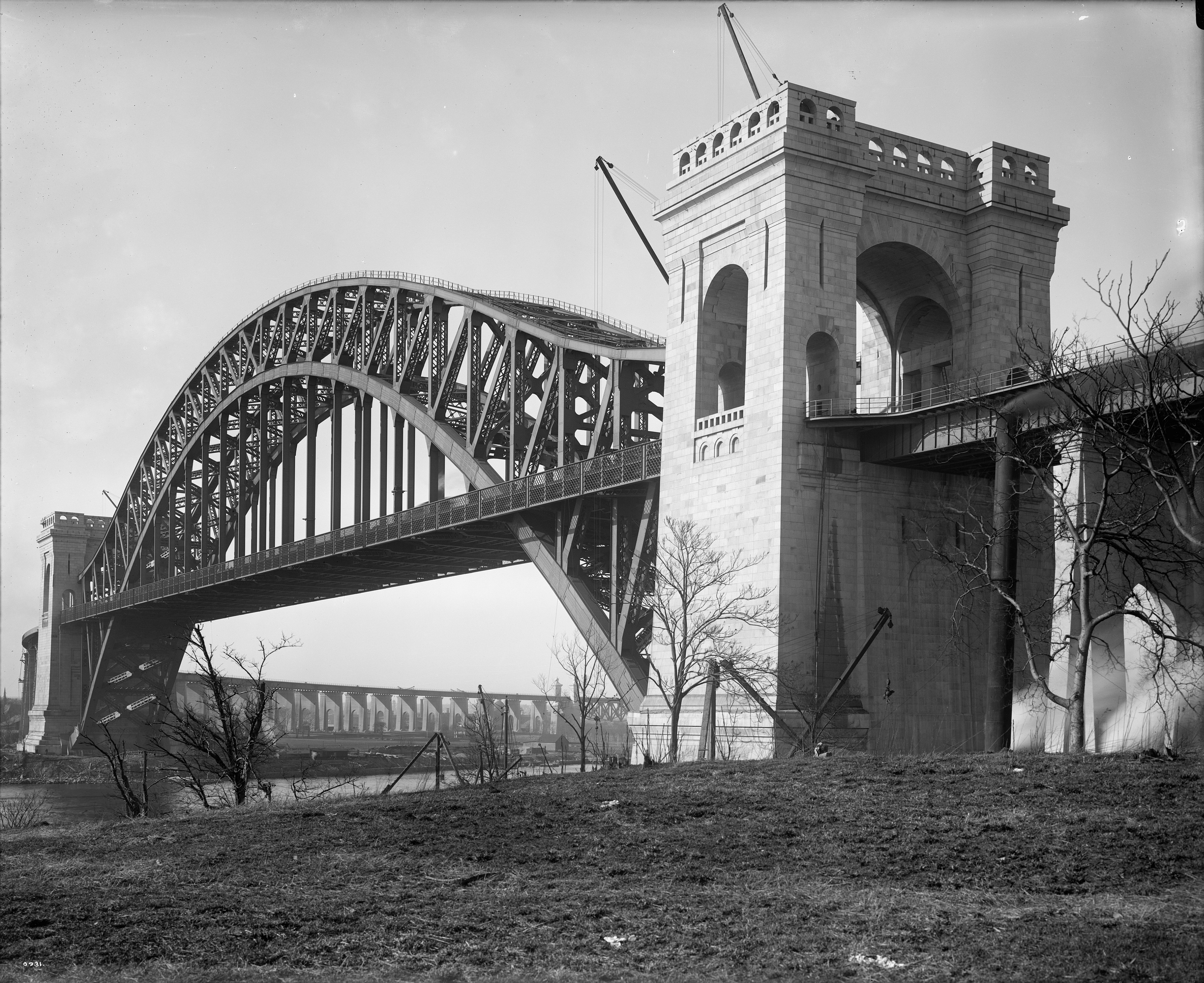
Hell Gate, Nova Iorque, 1917

Após entrar em contato com Gustav Lindenthal para trabalhar na Ponte de Hell Gate, retornou para Nova Iorque, tornando-se assistente especial de Lindenthal, juntamente com Othmar Ammann, outro jovem construtor de pontes. É comumente dito que esta experiência de trabalho conjunto levou à rivalidade profissional de 40 anos entre eles. O pagamento era o comum na época, 200-225 dólares por mês. Lindenthal aconselhou seus protegidos sobre engenharia, como "Steinman, a engenharia de pontes é fácil. É a engenharia financeira que é difícil" (Petroski 327). Enquanto trabalhava com Lindenthal, Steinman também trabalhou na ponte Sciotoville, uma travessia do rio Ohio. Após esse trabalho, Steinman procurou outro emprego, trabalhando como engenheiro assistente na Kingston–Port Ewen Suspension Bridge e como engenheiro assistente da New York Central Railroad.

## Robinson & Steinman

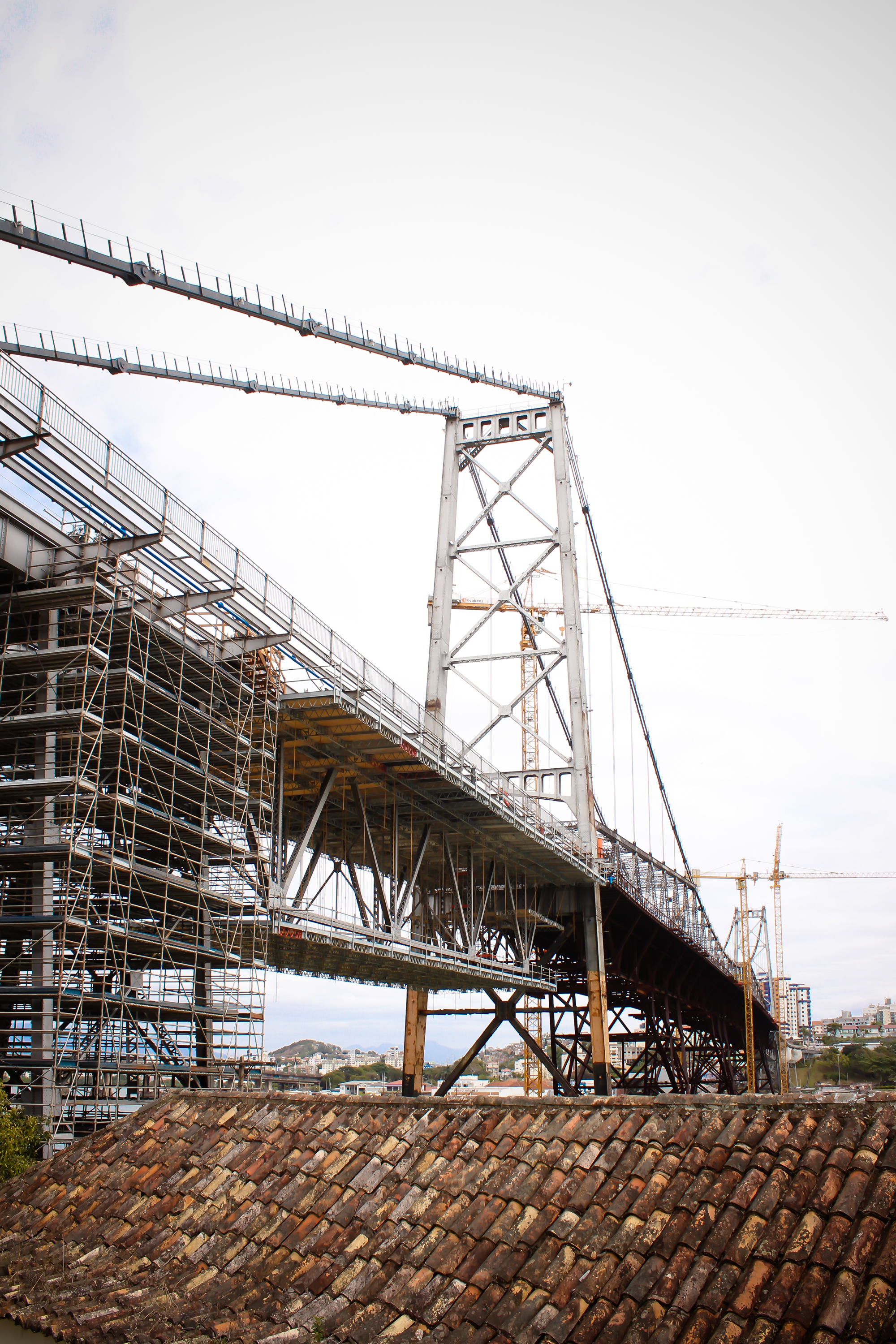
Imagem mostrando as barras com olhais da Ponte Hercílio Luz

Em maio de 1920 Holton D. Robinson, engenheiro da ponte Williamsburg, entrou em contato com Steinman e solicitou que unissem forças para criar um projeto para a Ponte Hercílio Luz em Florianópolis. Depois de receber conselhos de Charles Fowler, Steinman concordou e eles formaram a empresa Robinson & Steinmanem em 1921, parceria que durou até a década de 1940. Eles não venceram o contrato imediatamente, mas continuaram a colaborar nele e em outros projetos. O início da década de 1920 foi considerado um período difícil para a construção de pontes, por isso Steinman tentou projetar suas pontes para serem economicamente mais agradáveis do que artísticas, sem sacrificar a integridade estrutural da ponte. Por exemplo, Robinson e Steinman mudaram os planos originais para a ponte Hercílio Luz, usando  correntes da barra de olhais como corda superior da treliça de enrijecimento, em vez do cabo convencional. O novo projeto produziu uma ponte muito rígida com muito menos material do que o plano original. Outros engenheiros de pontes também tiveram que levar em conta esse novo projeto econômico ao competir com Steinman. Steinman era respeitado na profissão e tinha reputação de boas apresentações e por ser politicamente astuto.
As décadas de 1920 e 1930 foram um período relativamente movimentado para Steinman. Sua empresa esteve envolvida em muitos projetos importantes, incluindo a Ponte Hercílio Luz (1926), a Ponte Carquinez (1927, na época a segunda maior ponte cantilever dos Estados Unidos), a Mount Hope Bridge e a Grand Mère Suspension Bridge (ambas em 1929), a St. Johns Bridge e a Waldo–Hancock Bridge (ambas em 1931), a Sky Ride (ponte de transporte de passageiros na Exposição Universal de 1933 em Chicago), a Ponte Henry Hudson (1936, particularmente gratificante quando essa ponte realizou sua proposta de tese de doutorado), a Wellesley and Hill Islands Bridge, Wellesley Island Suspension Bridge e Georgina Island Bridge (todas em 1938 e parte do Thousand Islands Bridge System), a Deer Isle Bridge e a Hutsonville Bridge (ambas em 1939).
Além das muitas pontes projetadas por Steinman, ele foi consultado em vários projetos que sua empresa não venceu. Talvez a mais famosa dessas pontes seja a "Galloping Gertie", a Ponte de Tacoma Narrows original. Steinman consultou extensivamente os reforços da ponte durante a década de 1920, mas seu projeto não foi selecionado. Ele escreveu sobre sua frustração com o projeto escolhido e previu uma falha. Ele apresentou suas descobertas na reunião de 1938 da divisão estrutural da American Society of Civil Engineers. Na platéia estava o projetista da ponte, que estava em construção na época. O colapso ocorreu e ele escreveu que teve um impacto profundo em seus princípios de projeto; ele se tornou ainda mais conservador. É dito que ele projetou a Ponte de Mackinac para suportar ventos de 365 mph. É considerado por muitos o seu trabalho mais significativo, embora, talvez não pelo próprio Steinman, tenha expressado uma preferência pessoal pela St. Johns Bridge, dizendo: "Se você me perguntar qual das pontes que eu mais aprecio, acredito que diria a St. Johns Bridge. Eu apliquei meu maior esforço nessa ponte do que em qualquer outra ponte."
Durante esse período Steinman tornou-se presidente da American Association of Engineers e fez campanha por padrões educacionais e éticos mais rigorosos dentro da profissão. Ele também fundou a National Society of Professional Engineers em 1934, atuando como seu primeiro presidente. Em meados da década de 1930 Steinman tinha uma reputação profissional como um dos principais engenheiros de pontes dos Estados Unidos, especialmente para pontes suspensas de grande vão, mas suas pontes foram ofuscadas aos olhos do público pela Ponte George Washington (1931) de seu antigo rival Ammann, e pela Ponte Golden Gate (1937) de Joseph Strauss, entre outros.

## Trabalho pós-guerra
Steinman e sua empresa também foram encarregados da grande reforma da Ponte do Brooklyn a partir de 1948. O banco de dados Structurae  tem uma imagem de Steinman nos cabos da ponte, talvez uma das imagens mais conhecidas dele.

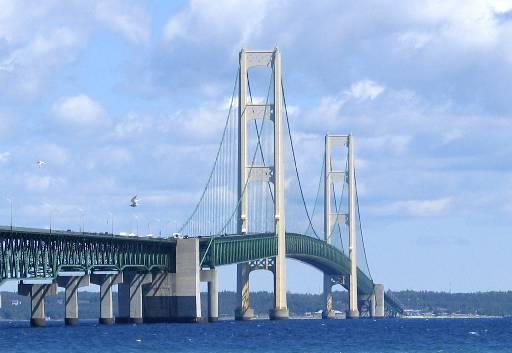
A principal obra de Steinman, a "Mighty Mac" ou Ponte de Mackinac

Mas ainda havia pontes suspensas de grande vão a serem construídas. Steinman foi responsável pela Kingston–Rhinecliff Bridge (1957). Mais importante, o desenvolvimento e planejamento da Ponte de Mackinac já haviam sido contemplados há algum tempo, e Steinman foi nomeado para o conselho de engenheiros baseado na Assembléia Legislativa do Estado de Michigan de 1950, afirmando que "o conselho de engenheiros contratado pela Mackinac Bridge Authority seria selecionado e nomeado pelo decano de engenharia da Universidade de Michigan. Mas sua saúde estava debilitada e ele sofreu ataques cardíacos em 1952, mesmo ano em que a legislatura aprovou o financiamento. No entanto, ele não esteve fortemente envolvido em todos os aspectos da construção da ponte, do início ao fim.
Desde o início de seu trabalho na Ponte de Mackinac, Stewart Woodfill ficou impressionado com o procedimento ético de Steinman ao atender seus pedidos. Em 1950 uma nova legislação foi produzida, estabelecendo que "o conselho de engenheiros contratado pela Mackinac Bridge Authority deveria ser selecionado e nomeado pelo decano de engenharia da Universidade de Michigan" (Ratigan 280). Isso era para garantir que não houvesse influência política nessa decisão. Steinman foi selecionado para ser membro do conselho. Steinman, treinado desde jovem para trabalhar bem em grupos, foi escolhido como porta-voz do conselho. Quando se fala em frente a grandes audiências, Steinman fazia isso naturalmente. Dizia-se que Steinman falava "tão confortável diante de grandes audiências quanto em pontes altas" (Petroski 332). O stress dos estágios iniciais da ponte logo afetou Steinman. Ele teve ataques cardíacos em 1952, que foi o mesmo ano em que a legislação aprovou o financiamento e a construção da ponte.
Embora ele tenha proposto o projeto da Ponte do Estreito de Messina, com 1.524 metros do vão central cruzando o Estreito de Messina, a "Mighty Mac", concluída em 1957, no momento a ponte suspensa de maior vão entre âncoras, foi sua última grande obra. Steinman morreu em 1960.

## Publicações selecionadas
- Steinman, David B. A Practical Treatise on Suspension Bridges (2nd edition), John Wiley & Sons, New York (USA), 1929.
- Steinman, D. "Waldo-Hancock Bridge", in Engineering News Record, 17 March 1932.
- Steinman, D. (1945). The Builders of the Bridge: The Story of John Roebling and His Son New York: Harcourt Brace. ISBN 0-405-04724-X (second edition 1950)
- Steinman, D. "Le pont sur le détroit de Messine pour relier la Sicile à l'Italie", in Travaux, November 1954, n. 241.
- Steinman, David B. "Multiple-Span Suspension Bridge to Replace Rhine Arches at Düsseldorf", in Engineering News Record, 27 June 1946, n. 26.
- Steinman, D. (1957). Miracle Bridge At Mackinac. Grand Rapids: Wm. B. Eerdmans Publishing. ASIN B0007DXCV4
- Steinman, David B. I Built A Bridge, And Other Poems, The Davidson Press, New York, 1955.